# Umeälvsbron
Umeälvsbron utanför Umeå är en järnvägsbro över ön Storsandskär och Umeälven och är en del av Botniabanan. Bron byggdes av Bilfinger Berger AG, mellan augusti 2007 och 2009.
Bron är med sina 1 937 meter Norrlands näst längsta bro, efter Sundsvallsbron, och Sveriges näst längsta rena järnvägsbro, efter Igelstabron. Vid sin invigning var den Sveriges fjärde längsta bro.
Bron har en segelfri höjd på 10 m och bron består av 39 brostöd, varav 14 st i vatten. Bron är helt gjord av betong och har ett järnvägsspår (enkelspår).
Höjden är anpassad efter Obbolabrons höjd (9 m), så att båtar som passerar den bron också kan passera järnvägsbron.

## Korta fakta
- Mängd betong: 25 000 kubikmeter.
- Mängd armeringsjärn: 4 000 ton.
- Antal betongpålar som används för brofundamenten: 3 000 st med en sammanlagd längd av 46 800 meter.
- Personal som byggt bron: maskinförare, anläggningsarbetare, dykare, betongarbetare, snickare, ingenjörer, tekniker med flera. Sammanlagt cirka 200 personer från bland annat Sverige, Tyskland och Slovakien.